# 杵ガ森古墳
杵ガ森古墳（きねがもりこふん）は、福島県河沼郡会津坂下町にある前方後円墳。宇内青津古墳群を構成する古墳の1つ。福島県指定史跡に指定されている。
東北地方で最古に位置づけられうる古墳として知られる。

## 概要
会津坂下町の市街地西側、旧宮川（鶴沼川）西岸に位置する前方後円墳で、前方部を南方に向ける。周辺には臼ガ森古墳や米ガ森古墳（現在は消滅）も築かれ、一帯が古墳時代前期に繁栄した様子が見られる。
後円部は2段築成であるが、前方部は削られており詳細は不明。前方部がバチ型を成す墳形は、日本最古の前方後円墳である箸墓古墳（奈良県桜井市）と類似するものであり、規模は箸墓古墳の約6分の1になる。また、古墳の周囲にほぼ相似形の周堀が巡らされている。
本古墳は『新編会津風土記』に塚としての記載が見えるが、1961年（昭和36年）の遺跡分布調査の際に発見され公式に認識された。後に行われる発掘調査までは、後円部の一部のみを地上に出し、その他は水田の下に埋まっている状態であった。1990年（平成2年）の区画整理事業に伴って実施された発掘調査において、それまで円墳と考えられていた本古墳が前方後円墳であることがわかり、古墳の規模も併せて判明した。その調査では、古墳周囲の周堀のほか、墳丘直下や周囲からは竪穴建物跡や方形周溝墓群10基等も検出された。埋葬施設は明らかとなっていないが、出土した土師器から3世紀末-4世紀初頭頃の築造と推定され、東北地方では最古級の古墳になる。
古墳域は1996年（平成8年）に福島県指定史跡に指定されている。

## 墳丘
墳丘の規模は次の通り。
- 墳丘長：45.6メートル
- 後円部
  - 直径：25.6メートル
  - 高さ：約2メートル
- 前方部
  - 長さ：24メートル
  - 幅：19メートル

## 稲荷塚遺跡

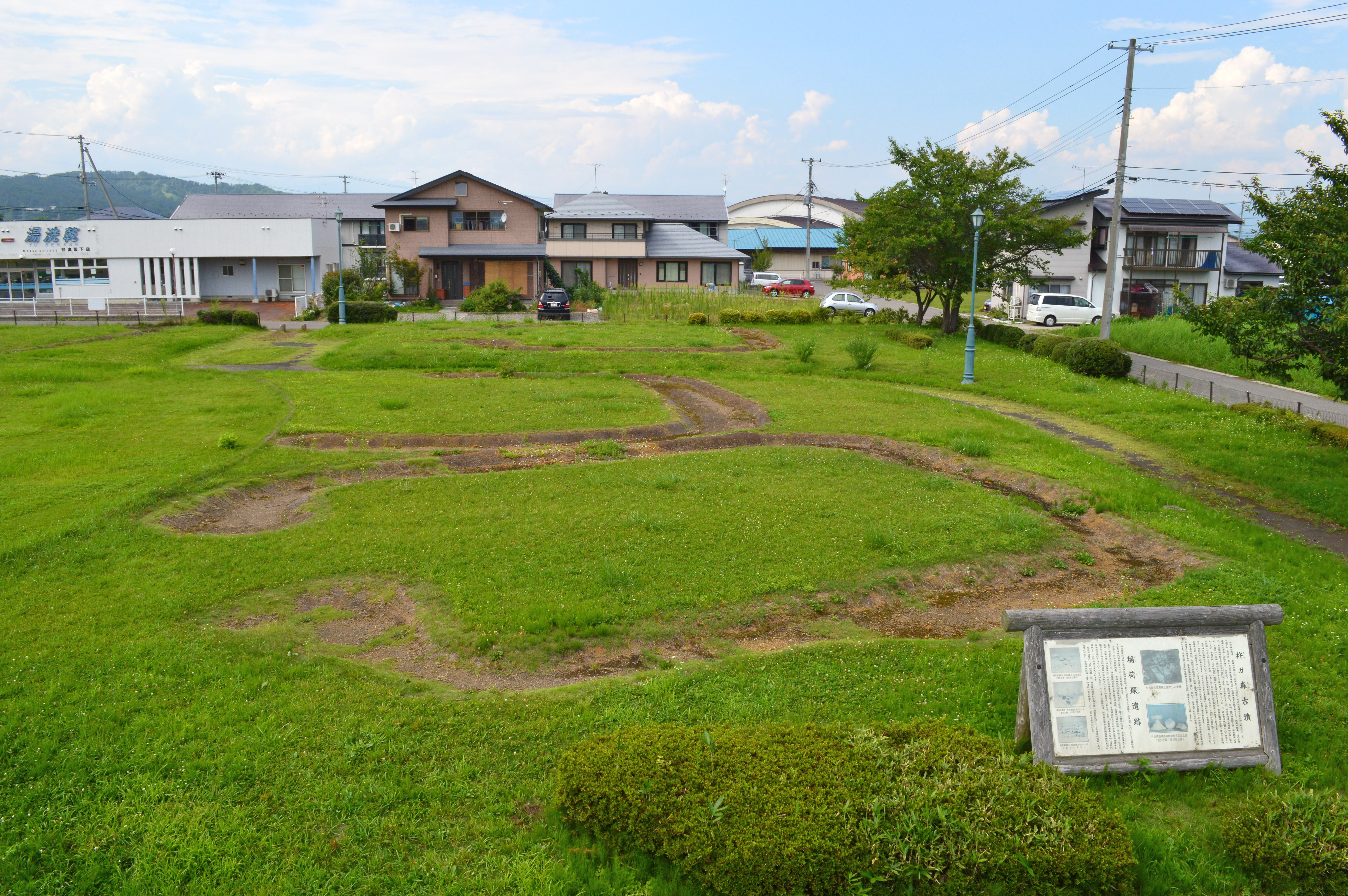
稲荷塚遺跡

稲荷塚遺跡（いなりづかいせき）は、杵ガ森古墳付近に所在する古墳時代前期の遺跡。
1990-1991年（平成2-3年）に行われた調査で、竪穴建物跡15軒、掘立柱建物跡3棟、方形周溝墓10基等が発見された。これらの位置づけとして、建物群が古墳時代前期初頭に集落として機能したのち、その跡地上に杵ガ森古墳が築かれ、さらにその周囲に杵ガ森古墳ゆかりの人物の方形周溝墓が営まれたと見られている。
2017年（平成29年）にはさらに方形周溝墓13基が発見されており、周溝墓は計23基を数え福島県内では最大級の周溝墓群になるとされる。

## 文化財

### 福島県指定文化財
- 史跡
  - 杵ガ森古墳 - 1996年（平成8年）3月22日指定[3]。

## 関連文献
（記事執筆に使用していない関連文献）
- 『坂下西第一地区発掘調査概報 -杵ガ森古墳・稲荷塚遺跡-（会津坂下町文化財調査報告書 第22集）』会津坂下町教育委員会、1991年。
- 『会津坂下町杵ガ森古墳・稲荷塚遺跡発掘調査報告書（会津坂下町文化財調査報告書 第33集）』会津坂下町教育委員会、1995年。
- 『会津坂下町杵ガ森古墳保存整備報告書』会津坂下町教育委員会、1995年。